# Narragansett
 Ovo je glavno značenje pojma Narragansett. Za istoimeni zaljev pogledajte Narragansett (zaljev).
Narragansett (Narraganset, Nanhigganeuck, Anagansett, Nanhigganeuck, Nahigonsick, Nahiggonike, Nahigonset, Nahigonsik, Nanohigganeuck, Nanohiianset, Narriganset) /"people of the small point"/, konfederacija plemena američkih Indijanaca porodice Algonquian u ranom 17 stoljeću naseljeni na gotovo cijelom Rhode Islandu, od zaljeva Narragansett na istoku do rijeke Pawcatuck na zapadu. Konfederacija je imala 9 plemena Aquidneck, Chaubatick, Maushapogue, Mittaubscut, Narragansett, Pawchauquet, Pawtuxet, Ponaganset i Shawomet (Shanomet), ali su po svoj prilici savezu pristupili i Coweset, Indijanci iz grupe Nipmuc, Eastern Niantic i Manissean ili Block Island Indijanci.
Prema Sultzmanu populacija Narragansetta iznosila je možda preko 10,000 (1610), da bi 1674. spala na 5.000. Ovo danas federalno priznato pleme 1984. godine imalo je 2.400 članova, od kojih većina živi u Rhode Islandu. 

## Ime
Ime Narragansett dolazi od naiagans, dem. od naiag, = 'small point of land' , s lokativom -et na kraju. 

## Sela
Po imenu su poznata sljedeća sela: 
- Chaubatick, nedaleko od Providence.
- Maushapogue, u okrugu Providence.
- Mittaubscut, na rijeci Pawtuxet, 7 ili 8 milja od ušća.
- Narraganset, kod grada Kingston.
- Pawchauquet, na zapadu Rhode Islanda.
- Shawomet, blizu Warwicka.

## Povijest
Povijest Narragansetta, slično susjednim Algonquianskim plemenima, je burna i krvava. Od njihove populacije od 10,000 (1610.) broj im je spao na polovicu do 1674. Neka teška zaraza koja je pogodila Novu Englesku 1617. desetkovala je mnoga manja plemena, koja su tada pohrlila pod zaštitu Narragansetta, što ih pak učini najsnažnijima među svojim susjedima. Poglavica Narragansetta, Canonicus, prodaje (1636) zemlju Rogeru Williamsu, za potrebe naseljavanja engleskih kolonista. Ovaj Williams očito je imao veliki utjecaj među Narragansettima, jer ih je i pridobio da stanu 1637. na stranu massachusettskih kolonista u Pequotskom ratu, a na ruku mu je išla i činjenica da su s Pequotima bili na ratnoj nozi. Naime još 1622. Narragansetti su bili napadnuti od Pequota, prvih rođaka Mohegana. Narragansetti tada sklapaju savez s plemenima Pocomtuc i Mattabesic protiv Mohegana. Ratni Poglavica Miantonomo (Miontonimo) 1644. s 900 Narragansett-ratnika napadne moheganski glavni 'grad' Shetucket.  Bili su bolji u borbi, ali tada Mohegani zarobiše Miantonomoa, pa se Narragansetti 'obezglaviše' bez poglavice. Uhvaćenog Miantonomoa smakoše bacajući u njega tomahawke dok ga nisu ubili. Napadom Wampanoaga 1675. na grad Swansea započne Rat Kralja Filipa (1675-1676), nakon čega će indijanske snage Nove Engleske biti desetkovani. Snage Narragansetta su kod Kingstona u Rhode Islandu. ovdje ih napadnu kolonisti pod vodstvom Josiah Winslowa. Narragansette predvodi poglavica Canonchet, i u bici poznatoj kao  'Swamp Fight' , Indijanci će izgubiti gotovo 1,000 ratnika. Neki se tada pridružiše Mahicanima a drugi plemenima Abenaki, Brotherton i drugima, a neki budu zarobljeni, a među njima žena i sin Kralja Filipa. Preostalih 500 Narragansetta zajedno s ostacima Niantic Indijanaca 1682. smješteno je nakon potpisanog mira, na rezervat blizu Charlestowna u Rhode Islandu, gdje obje grupe preuzmu ime Narragansett. 
Broj Narragansetta ponovno je počeo rasti u kasnom 20, stoljeću: 2,300 (2000); 2,400 (2005), koji još uvijek žive u Rhode Islandu na rezervatu blizu Charlestowna.

## Etnografija
Narragansetti po svojoj kulturi pripadaju području Istočno-šumskih Indijanaca. Njihova središnja vlast sastoji se od 8 nasljednih poglavica (sachema), koji su podložni vrhovnom poglavici čija je rezidencija u najvećem selu. Kuće Narragansetta su često velike, poznate u tim krajevima kao 'long houses', a sela srednje veličine, utvrđena fortifikacijama i obično građena po otocima zaljeva Narragansett. Bavili su se ekstenzivnom zemljoradnjom velikih polja kukuruza, graha i tikava, dok su ostatak prehrambenih potreba nadopunjavali lovom i ribolovom.

## Vanjske poveznice
- Narragansett Indian Tribe  Arhivirana inačica izvorne stranice od 22. siječnja 2009. (Wayback Machine)
- Narragansett History
- [http://mimi.essortment.com/narragansettind_rios%5Bneaktivna+poveznica%5D.[htm The Narragansett Indian tribe]
- On This Day in History